# Brice Roger
Brice Roger (Bourg-Saint-Maurice, 9 agosto 1990) è un ex sciatore alpino francese.

## Biografia

### Stagioni 2006-2014
Specialista delle prove veloci originario di Aime-la-Plagne e attivo dal novembre del 2005, Roger ha partecipato per la prima volta a una gara di Coppa Europa il 23 gennaio 2008 a Sarentino in discesa libera (67º); ha disputato due edizioni dei Mondiali juniores ottenendo come miglior piazzamento il 13º posto nella discesa libera nell'edizione del Monte Bianco 2010, che si è svolta sul tracciato di Megève.
Ha esordito in Coppa del Mondo il 29 gennaio 2011 a Chamonix, chiudendo 54º in discesa libera; in Coppa Europa nella stagione 2011-2012 ha conquistato il primo podio piazzandosi 2º nella discesa libera di Altenmarkt-Zauchensee del 27 gennaio, alle spalle dell'austriaco Johannes Kröll, e l'anno seguente si è aggiudicato l'unica vittoria, nonché ultimo podio, nella discesa libera disputata sulla Lauberhorn di Wengen il 12 gennaio 2013. Ha esordito ai Campionati mondiali in occasione della rassegna iridata di Schladming 2013, dove si è classificato 15º nella discesa libera e non ha concluso la supercombinata.

### Stagioni 2015-2021
Ai Mondiali di Vail/Beaver Creek 2015 è stato 12º nel supergigante e il 19 marzo dello stesso anno ha colto il primo podio in Coppa del Mondo, classificandosi 3º nel supergigante di Méribel; due anni dopo, ai Mondiali di Sankt Moritz 2017, si è piazzato 10º nella discesa libera e 18º nel supergigante. Ai XXIII Giochi olimpici invernali di Pyeongchang 2018, sua unica presenza olimpica, è stato 8º nella discesa libera e 19º nel supergigante; l'11 marzo dello stesso anno ha ottenuto a Kvitfjell in supergigante il suo secondo e ultimo podio in Coppa del Mondo (3º).
L'anno dopo ai Mondiali di Åre 2019, sua ultima presenza iridata, è stato 19º nella discesa libera e 7º nel supergigante. Inattivo per infortunio dal febbraio 2021, ha annunciato il ritiro nel 2023: la sua ultima gara è rimasta così la discesa libera di Coppa del Mondo disputata a Garmisch-Partenkirchen il 5 febbraio 2021, quando Roger aveva riportato una lesione ai crociati del ginocchio destro in seguito a una caduta e alla quale avrebbero fatto seguito altri infortuni che ne avrebbero compromesso il prosieguo della carriera.

## Palmarès

### Coppa del Mondo
- Miglior piazzamento in classifica generale: 38º nel 2018
- 2 podi:
  - 2 terzi posti

### Coppa Europa
- Miglior piazzamento in classifica generale: 52º nel 2012
- 2 podi:
  - 1 vittoria
  - 1 secondo posto

#### Coppa Europa - vittorie
| Data            | Località | Paese    | Specialità |
| --------------- | -------- | -------- | ---------- |
| 12 gennaio 2013 | Wengen   | Svizzera | DH         |

Legenda:

DH = discesa libera

### South American Cup
- Miglior piazzamento in classifica generale: 6º nel 2013
- 7 podi:
  - 4 vittorie
  - 2 secondi posti
  - 1 terzo posto

#### South American Cup - vittorie
| Data             | Località | Paese | Specialità |
| ---------------- | -------- | ----- | ---------- |
| 4 settembre 2012 | La Parva | Cile  | DH         |
| 6 settembre 2016 | La Parva | Cile  | DH         |
| 7 settembre 2016 | La Parva | Cile  | DH         |
| 5 settembre 2017 | La Parva | Cile  | DH         |

Legenda:

DH = discesa libera

### Campionati francesi
- 4 medaglie[2]:
  - 1 oro (supergigante nel 2017)
  - 2 argenti (discesa libera, supergigante nel 2013)
  - 1 bronzo (discesa libera nel 2015)